# Rankica Sarenac
Rankica Sarenac (ur. 27 czerwca 1974 w Sarajewie) – bośniacka koszykarka, posiadająca także słoweńskie obywatelstwo, występująca na pozycji środkowej.

## Osiągnięcia
Na podstawie, o ile nie zaznaczono inaczej.
Drużynowe
- Mistrzyni:
  - Słowenii (1994–1999)
  - Hiszpanii (2001)
  - Czech (2004)
- Wicemistrzyni:
  - Polski (2006)
  - Słowenii (2010)[3]
  - Francji (2003)
  - Hiszpanii (2000)
- 4. miejsce w Eurolidze (2004)
- Zdobywczyni pucharu:
  - Słowenii (1994–1999, 2010)[3]
  - Czech (2004)
  - Hiszpanii (2000)
- Finalistka pucharu:
  - Ronchetti (2000, 2002)
  - Polski (2006)

Indywidualne
- MVP sezonu ligi słoweńskiej (2010 według eurobasket.com)[3]
- Najlepsza środkowa ligi słoweńskiej (2010 według eurobasket.com)[3]
- Uczestniczka meczu gwiazd:
  - PLKK (2005)[4]
  - francuskiej ligi LFB (2001, 2002)[5]
- Zaliczona do (przez eurobasket.com):
  - I składu ligi słoweńskiej (2010)[3]

Reprezentacja
- Wicemistrzyni Europy U–16 (1991)
- Uczestniczka:
  - kwalifikacji do mistrzostw Europy (2001)
  - mistrzostw Europy U–16 (1989 – 7. miejsce, 1991)